# Gilera Ice
Il Gilera Ice è uno scooter prodotto dalla casa motociclistica italiana Gilera dal 2001 al 2003.

## Caratteristiche
Presentato al Motor Show di Bologna nel novembre 2000 il Gilera Ice è uno scooter sportivo rivolto ad un pubblico giovanile e disponibile solo in versione 50.
Caratterizzato dal telaio “Axe Frame” in acciaio stampato a vista, tale soluzione garantisce una resistenza alla flessione e alla torsione superiore del 400% a quella di un telaio convenzionale.
Disegnato dalla Frascoli Design presenta una linea aggressiva con lo scudo frontale realizzato in plastica riciclabile e strumentazione a cristalli liquidi.
Il motore è il Piaggio 50 Hi-Per 2 “air cooled”, due tempi con catalizzatore a due stadi e Sistema Aria Secondaria. Il motore è omologato Euro 1. Il serbatoio ha una capacità di sei litri.
Presenta la forcella con steli da 30 mm, un monoammortizzatore posteriore con precarico della molla regolabile su 4 posizioni. L’impianto frenante è costituito da un disco anteriore da 190 mm e da un tamburo posteriore da 110 mm; i cerchi sono in lega d’alluminio verniciato da 10’’ con pneumatici maggiorati.
Le vendite in Italia partono nell’aprile del 2001 dopo la presentazione per i test su strada tenutasi all’l’Mtv Live @Futurshow a Bologna. Nel resto d’Europa le vendite partono nell’estate 2001.
A causa delle vendite deludenti uscì di produzione nel 2003.